# Chiara Varotari
Chiara Varotari (1584–1663) foi uma pintora barroca italiana.

## Biografia
Filha de Dario Varotari, o Velho, pintor e arquiteto, e irmã de Alessandro Varotari, Chiara Varotari formou-se em Pádua. É conhecida sobretudo pelos retratos de mulheres em estilo barroco e também pela sua ardorosa defesa da mulher, feita no seu tratado intitulado Apologia do sexo feminino. Viveu muito tempo em Veneza, que se tornou um centro artístico de primordial importância no século XVII.